# 後藤朋子
後藤 朋子（ごとう ともこ）は、日本の音楽教育者、合唱指導者。2025年現在、東京都日野市立平山小学校指導教諭。

## 略歴
富山県出身。国立音楽大学器楽学科ピアノ専攻卒業。卒業後、都立特別支援学校や八王子市、日野市内の小学校において音楽専科として勤務。
八王子市立上柚木小学校、日野市立百草台小学校での勤務を経て、平成20年（2008年）に百草台小学校と三沢台小学校が統合して新たに開校した日野市立七生緑小学校に着任。同年に合唱団を設立。
2021年度まで日野市立七生緑小学校に勤務し、2022年度より日野市立平山小学校に異動。

## 業績
- NHK全国学校音楽コンクール全国コンクール（小学校の部）において、平成25年度から令和3年度までの間、日野市立七生緑小学校で金賞を8連覇（2013年度〜2019年度、2021年度）達成。2020年度はコロナ禍により中止[4]。
- 日野市立平山小学校に異動後、2024年度の同コンクールにて金賞を受賞[5]。
- 平成22年度文部科学省優秀教員表彰を受賞。
- ダルクローズ・リトミック国際大会、ハンガリー・コダーイ国際合唱指揮者セミナー、セゲド国際合唱指揮セミナーなどに参加し、教育技術の向上に努める[6]。

## 教育理念
- 音楽教育においては「自ら考え、主体的に音楽に取り組み、生き生きと表現する子どもを育てること」を目標に、実践と研究を重ねている[7]。
- ハンガリー・ニーレジハーザ市にあるコダーイ音楽小学校のサボー・デーネシュ氏の授業を通じて、合唱づくりの技を学び、それを活かした指導を行っている[8]。

## 人物・エピソード
- 音大の授業でリトミックに出会い、音楽と身体の動き、思考を結びつけるその手法に衝撃を受ける。「音楽を好きになる魔法の種」としてリトミックの可能性を見出し、小学校の音楽教師になることを目指す[1]。
- 教員採用試験に合格後、都立特別支援学校に勤務。音楽療法の知識を活かしながら、障害や病気を抱える子どもたちと音楽活動に取り組む。
- 3年後、小学校へ異動。授業でリトミックを導入するも、「リトミックを教える」こと自体が目的になってしまい、子どもたち一人ひとりと向き合えていないことに気づく。指導書を頼りにするだけでは授業が成り立たず、子どもに「つまらない」と言われたことがきっかけで、授業づくりに本格的に取り組み始める[1]。
- 新人の頃、音楽の授業は楽しければいい、元気よく歌えていればいいという気持ちしかなかったが、卒業前の子どもたちにアンケートを取ると、「ちゃんと教えてほしかった」「何年も授業を受けたのに、音符のことを何も知らない」という回答があり、これがきっかけで歌の技能指導を本気で学ぶようになった[1]。
- 先輩教師の助言で3年間にわたり100本以上の他校の授業を見学。基礎から学び直し、「歌の前に体操をする」｢その体操で使う音楽を日ごとに変える｣といった指導法を一つずつ習得[1]。
- 合唱指導に苦手意識を持っていたが、校内合唱団を設立し試行錯誤を重ねる。発声や発音、姿勢、口の開け方、息の仕方などの指導ポイントを細かく書き出し、音楽準備室に貼り出して、毎回の授業で実践と改善を繰り返す[1]。
- 合唱指導の本を数多く読み漁り、毎月欠かさず『教育音楽』を隅々まで熟読するなどして、指導法を学んでいった[1]。

## 掲載
新聞
- 毎日新聞「黄金色の歌声」（2016年3月25日）[9]

雑誌
- 「教育音楽 小学版」（2007年1月号） 
  - 特集　いつまでも忘れない！卒業式の選曲と演出 卒業式に向けて6年生の1年間の歌
- 「教育音楽 小学版」（2007年3月号）
  - 教音ジャーナル　とっておき！　私のお役立ちソフト
- 「教育音楽 小学版」（2007年7月号）
  - 特集　音楽集会・音楽朝会はこう企画しよう！　音楽集会・音楽朝会を成功させるためのワンポイント・アドバイス
- 「教育音楽 小学版」（2009年1月号）
  - 特集　卒業行事のプランニング［Part2］『旅立ちの日に』指導のワンポイント
- 「教育音楽 小学版」（2011年4月号）
  - 特集　波に乗れ！子どもたちの心をつかむ「初めの3時間」【Part2】［歌唱曲の選曲］この曲でつかみはOK！
- 「教育音楽 中学・高校版」（2012年5月号）
  - 中学特集「変声男子」の指導術【Part1】「変声男子」の指導術～小学校の授業から　大人になるってカッコいい。素敵なことだよ！
- 「教育音楽 小学版」（2013年2月号）
  - 特集　去年より磨きがかかる！卒業式の合唱　合唱テクニック・ワンポイント
- 「教育音楽 小学版」（2013年8月号）
  - 特集　通冊800号記念！いつまでも歌いたい！『教育音楽』発のヒット曲　Part3：子どもたちと歌ってます！　先生方のお気に入り曲『さびしいカシの木』後藤朋子
- 「教育音楽 小学版」（2013年12月号）※中学・高校版にも掲載
  - 教音ジャーナル　ネットワーク／おすすめの一冊
- 「教育音楽 小学版」（2014年2月号）
  - グラビア「授業ライブ・リポート！」東京都日野市立七生緑小学校　4年2組＆後藤朋子教諭
- 「教育音楽 小学版」（2015年1月号）
  - 特集　歌唱指導のつまずき解消　［Part1　つまずきはなぜ起こる？　原因と対策を探る］子どもの心に歌への火種を育てよう
- 「教育音楽 小学版」（2016年2月号）
  - 特集　人気曲を歌い踊ろう！［Part1　子どもが親しめる振り付けのアイデア］
- 「教育音楽 小学版」（2016年9月号）
  - 特集Ⅰ　歌唱指導のお悩みバッチリ解決！chapter2　歌う楽しさ、心地よさを子どもと共有すること　子どもの心をつかむ！
- 「教育音楽 小学版」（2018年2月号）
  - グラビア「授業ライブ・リポート」東京都日野市立七生緑小学校　4年2組＆後藤朋子指導教諭
- 「教育音楽 小学版」（2019年2月号）
  - グラビア　We love ミュージック！　東京都日野市立七生緑小学校合唱団＆後藤朋子指導教諭
- 「教育音楽 小学版」（2019年4月号）
  - 特集Ⅰだからやるんだ常時活動！［Part1　座談会］「常時活動」を考える　石上則子・後藤朋子・金田美奈子
- 「教育音楽 小学版」（2021年6月号）※中学・高校版にも掲載
  - 特集　歌う？　歌わない？　続・ウィズコロナの歌唱指導［対談］歌う？　歌わない？　後藤朋子・横田純子
- 「教育音楽 小学版」（2023年1月号）
  - 特集　コツコツ取り組む歌唱の常時活動［インタビュー］みんなで楽しく学べる歌唱の授業づくり～常時活動と子どもの思考を促す言葉掛け～
- 「教育音楽 小学版」（2023年3月号）
  - グラビア　We Love ミュージック！　東京都日野市立平山小学校合唱団＆後藤朋子指導教諭
- 「教育音楽 小学版」（2023年5月号）
  - 特集Ⅱ　導入期の歌唱指導Ｑ＆Ａ［Part2　セミナーリポート］歌唱活動入門のアイデア！―「第37回小学校合唱指導セミナー」より―
- 「教育音楽 小学版」（2023年6月号）
  - 特集「音が取れない」に効くあの手・この手［対談］音が取れない生徒へのあの手・この手　後藤朋子・中野美由紀
- 「教育音楽 小学版」（2024年1月号）
  - 特集　小学生が身に付けるべき「歌唱の技能」とは　音楽があることがすべて　技能は表現を支えるもの
- 「教育音楽 小学版」（2024年4月号）
  - 特集Ⅱ「今月の歌」の効果的活用「みんな」がつながる土台になる
- 「教育音楽 小学版」（2024年8月号）※中学・高校版にも掲載
  - 特集　月刊誌『教育音楽』を振り返る　座談会：名教師の合唱指導を振り返る　石田浩紀・後藤朋子・前田美子・山崎朋子
- 「教育音楽 小学版」（2024年9月号）※中学・高校版にも掲載
  - 私が教師になった理由（66）後藤朋子
- 「教育音楽 冬号」（2025年1月号）
  - 「卒業合唱」指導のお悩みＱ＆Ａ
- 「教育音楽 春号」（2025年4月号）
  - 特集Ⅱ　どんな歌声を目指せばいい？［小学校］子どもたち自身が納得し、自ら歌い合わせるために